# تپه گرد بن
تپه گرد بن مربوط به دوران پیش از تاریخ ایران باستان است و در شهرستان پیرانشهر، بخش لاجان، روستای گردبن واقع شده و این اثر در تاریخ ۷ مهر ۱۳۸۱ با شمارهٔ ثبت ۶۴۲۲ به‌عنوان یکی از آثار ملی ایران به ثبت رسیده است.